# Kościół Podwyższenia Krzyża Świętego w Otoku
Kościół Podwyższenia Krzyża Świętego w Otoku – katolicki kościół filialny zlokalizowany we wsi Otok w gminie Gryfice, w powiecie gryfickim (województwo zachodniopomorskie). Jest filią parafii Niepokalanego Poczęcia Najświętszej Maryi Panny w Górzycy.

## Historia i architektura
Wzniesiony w 1913 roku kościół murowany jest z cegły i utrzymany w stylu neoromańskim. Sytuowany jest na planie prostokąta. Od strony zachodniej znajduje się wieża na planie kwadratu, w wyższej kondygnacji przechodząca w ośmiobok, zwieńczona blaszanym hełmem. Kościół posiada wyodrębnione prezbiterium, zwieńczone ryglowym szczytem pochodzącym z wcześniejszego, XVII-wiecznego kościoła. Na belce w szczycie wycięty jest napis o treści: ANNO 1670 DEN 1 JUNI VONNITEN UND BARBA SARIN WINTERE ELDEN ZU GOTTES EHRENRBAET WORDEN. DIESER GIEBEL IST AUS DEM HOLZ DE ALTEN KIRCHE IM JAHRE 1913 NEUERBAUET WORDEN.
Wnętrze nakryte jest odeskowanym sklepieniem kolebkowym, pokrytym polichromią. Drewniana empora chórowa z prospektem organowym i ławki pochodzą z okresu budowy świątyni. Wewnątrz kościoła znajduje się datowana na XVI-XVII wiek chrzcielnica oraz XVII-wieczna ambona, wsparta na filarze.
Po zakończeniu II wojny światowej kościół został poświęcony jako świątynia katolicka w dniu 15 października 1946 roku.